# SV Victoria Köln
SV Victoria Köln (celým názvem: Kölner Spielverein Victoria 1911 e. V.) byl německý sportovní klub, který sídlil v Kolíně nad Rýnem ve spolkové zemi Severní Porýní-Vestfálsko. Založen byl v roce 1911. Zanikl v roce 1948 po fúzi s Bayenthaler SV a Sparkassen-Verein 1927 Köln do nově založené organizace SC Fortuna Köln. Klubové barvy byly modrá a bílá. SV Victoria by se neměla zaměňovat s další sportovní organizací podobného názvu SC Viktoria Köln, která s tímto klubem nemá nic společného (stejně tak i její nástupnické organizace SCB Viktoria a FC Viktoria).
Největším úspěchem klubu bylo jednorázové vítězství v Gaulize Köln-Aachen, jedné ze skupin tehdejší nejvyšší fotbalové soutěže na území Německa.

## Historické názvy
Zdroj: 
- 1911 – SV Victoria Köln (Kölner Spielverein Victoria 1911 e. V.)
- 1948 – fúze s Bayenthaler SV a Sparkassen-Verein 1927 Köln ⇒ SC Fortuna Köln
- 1948 – zánik

## Získané trofeje
- Gauliga Köln-Aachen ( 1× )
  - 1942/43

## Umístění v jednotlivých sezonách
Stručný přehled
Zdroj: 
- 1941–1944: Gauliga Köln-Aachen

Jednotlivé ročníky
Zdroj: 
Legenda: Z - zápasy, V - výhry, R - remízy, P - porážky, VG - vstřelené góly, OG - obdržené góly, +/- - rozdíl skóre, B - body, zlaté podbarvení - 1. místo, stříbrné podbarvení - 2. místo, bronzové podbarvení - 3. místo, červené podbarvení - sestup, zelené podbarvení - postup, fialové podbarvení - reorganizace, změna skupiny či soutěže
| Velkoněmecká říše (1941 – 1944) |                     |        |    |    |   |   |    |    |     |    |        |
| Sezóny                          | Liga                | Úroveň | Z  | V  | R | P | VG | OG | +/- | B  | Pozice |
| 1941/42                         | Gauliga Köln-Aachen | 1      | 16 | 6  | 5 | 5 | 49 | 44 | +5  | 17 | 5.     |
| 1942/43                         | Gauliga Köln-Aachen | 1      | 18 | 14 | 1 | 3 | 67 | 31 | +36 | 29 | 1.     |
| 1943/44                         | Gauliga Köln-Aachen | 1      | 16 | 7  | 2 | 7 | 34 | 40 | -6  | 16 | 5.     |